# Sybra subfortipes
Sybra subfortipes là một loài bọ cánh cứng trong họ Cerambycidae.